# Éthique minimale
L'éthique minimale est une théorie morale contemporaine développée par le philosophe français Ruwen Ogien. Apparue en octobre 2003 dans Penser la pornographie, l'éthique minimale propose de réduire l'éthique à un petit nombre de principes. Ils dessinent le cadre d'une éthique d'inspiration libertaire et anti-paternaliste. En dépit de différences de formulations selon les époques, l'éthique minimale reste axée sur le principe de non-nuisance.

## Penser la Pornographie

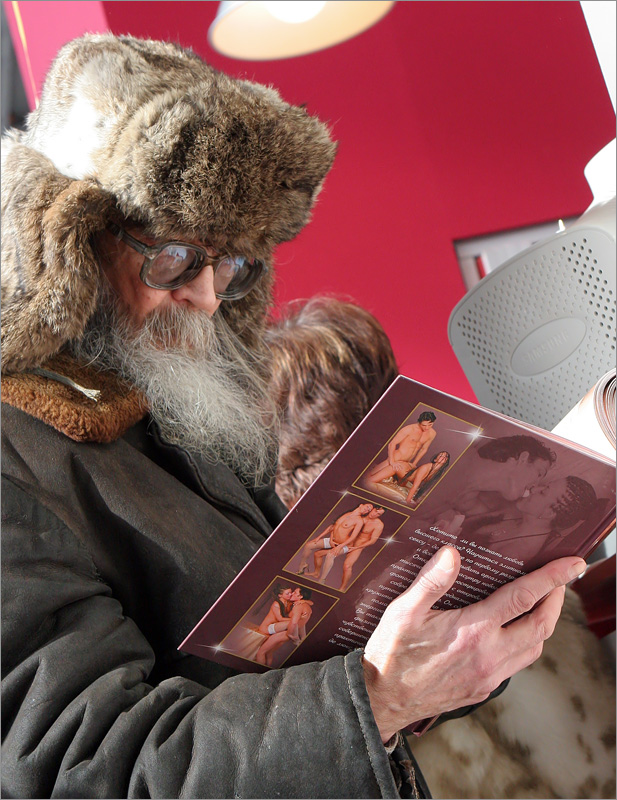
Un homme lisant de la pornographie

La première exposition de l'éthique minimale se fait en 2003, au chapitre 1 de Penser la pornographie. La conception n'est alors qu'esquissée, mais elle joue un rôle central dans l'ouvrage. C'est au regard de celle-ci que l'auteur étudie la valeur morale de la pornographie. Penser la pornographie est en effet un essai d'éthique appliquée : s'attaquant à ce thème alors fort controversé en France, il soutient qu'il n'y a pas de problème moral dans la pornographie, et plus largement dans la prostitution ou le sado-masochisme.
Délaissant une part des opposants à la pornographie, Ruwen Ogien s'intéresse uniquement aux détracteurs libéraux de cette dernière. Ce ne sont pas les accusations d'« obscénité » qui sont l'objet de ses analyses, mais celles qui font de la pornographie une atteinte aux femmes, à la dignité humaine, ou un danger pour les mineurs.
Selon lui, ces positions témoignent d'une incapacité à assumer les conséquences du libéralisme politique. Si de nombreux libéraux professent une opposition à la pornographie en tant que telle, c'est parce qu'ils n'assument pas l'« éthique minimale » que devrait admettre tout libéral conséquent. La théorie proposée par Ogien est donc au cœur de son livre, bien que n'étant que brièvement décrite dans les premières pages.
Cette morale minimale réside dans trois principes :
1. La neutralité à l’égard des conceptions substantielles du bien
2. Le principe négatif d’éviter de causer des dommages à autrui
3. Le principe positif qui nous demande d’accorder la même valeur aux voix ou aux intérêts de chacun

Ils constituent pourtant l'essentiel du minimalisme : l'éthique d'Ogien tient dans ces trois éléments, leur explication, et leur justification.
Le principe de neutralité demande de rester neutre à l'égard des conceptions personnelles de la vie bonne. Dans Penser la pornographie il est utilisé relativement aux conceptions du bien sexuel. Il s'agit de rester neutre envers les orientations sexuelles des individus (le sado-masochisme, l'homosexualité) et envers la façon dont ils conçoivent une sexualité réussie. L'adoption d'une telle attitude neutre est justifiée par l'impossibilité de s'accorder raisonnablement sur ce qu'est une vie « bonne ». La neutralité prônée par Ogien s'explique donc de façon très classique, par le constat de désaccords irréductibles sur les conceptions du bien.
La seconde règle correspond au harm principle de John Stuart Mill. L'auteur l'entend dans un sens très étroit : « Il ne concerne qu'une classe très restreinte de dommages : physiques et psychologiques, sur des personnes particulières, lorsqu'ils peuvent être raisonnablement jugés évidents et importants ».
Enfin demander d'accorder la même valeur aux voix ou aux intérêts revient à exiger une certaine impartialité dans, si ce n'est la prise en compte, la considération accordée aux intérêts et voix de chacun. Il constitue une reprise et un élargissement du principe de considération égale des intérêts de chacun, notamment présent chez les utilitaristes.
En guise de raison d'adopter ces trois éléments comme morale, Ogien affirme « qu'ils représentent le meilleur ensemble de principes moraux qui se dégagent de la confrontation rationnelle des trois théories morales les plus importantes : éthique des vertus d'inspiration aristotélicienne ; éthique déontologique d'inspiration kantienne ; éthique conséquentialiste, qui est un développement et un dépassement de l'utilitarisme classique ». Sa théorie est donc présentée comme une forme de consensus sur des principes communs minimaux.
Qu'il faille se limiter à ces règles minimales est par contre nettement moins consensuel, les morales minimales n'étant pas en philosophie parmi les plus défendues. La perspective générale n'est pas d'ailleurs moins contestable : l'auteur défend les principes fondamentaux du libéralisme politique, qu'il se borne à étendre au domaine moral. Les adversaires du premier n'auront donc a priori que peu d'attrait pour l'éthique minimale.

## La panique morale

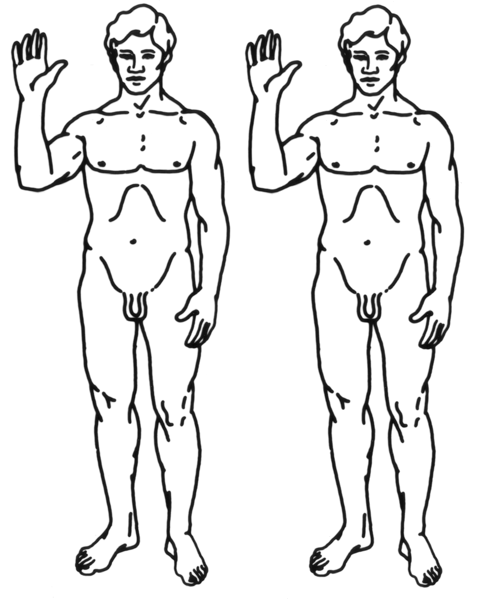
Le clonage fait partie des questions que l'éthique minimale considère comme des faux problèmes moraux

L'éthique minimale a ensuite été approfondie dans La panique morale en 2004. Là encore l'ouvrage n'avait pas pour thème principal le concept de panique morale. Une place lui était toutefois dévolue au début du livre, où cette théorie est présentée plus en détail que dans Penser la pornographie.
Les principes remodelés apparaissaient ainsi :
1. Principe de considération égale, qui nous demande d’accorder la même valeur à la voix et aux intérêts de chacun
2. Principe de neutralité à l’égard des conceptions du bien personnel
3. Principe d’intervention limitée aux cas de torts flagrants causés à autrui

On remarque immédiatement des changements : le principe d'égale considération, qui insiste sur l'importance des revendications des personnes a été mis en avant. Le principe de neutralité parle désormais de « conceptions du bien personnel ». Enfin le principe demandant d'éviter les dommages traite désormais « d'intervention limitée ». Dans la vingtaine de pages consacrée à l'éthique minimale, Ruwen Ogien expose plus précisément le cadre et le contenu de sa théorie.
L'éthique minimale considère que les conceptions de la vie bonne, de la vie réussie, n'ont aucune valeur morale. Le terme d'« éthique » minimale n'est donc pas choisi par contraste avec « morale », les deux termes sont pleinement interchangeables dans la conception ogiennienne. C'est cette idée d'indifférence morale de la vie bonne qui appuie le « principe de neutralité » : si les modes de vie n'ont aucune importance morale, il nous faut alors rester neutre à leur égard.
La conception d'Ogien se distingue toutefois d'autres éthiques minimalistes. Ce n'est pas l'impossibilité de trouver un accord sur le contenu d'une vie bonne, réussie, « morale » qui mène l'éthique ogiennienne à se désintéresser de la conception de la vie bonne. C'est l'absence de valeur morale de ces conceptions. Même si l'on pouvait trouver un accord sur ce qu'est une vie bonne, Ruwen Ogien soutient que ça ne changerait rien : les modes de vies n'ont pas en eux-mêmes de valeur morale. Il y a donc un changement profond par rapport à la raison avancée dans Penser la pornographie.
Ce qui fait la valeur morale d'une action selon l'éthique minimale est sa contribution au juste. Ce qui est indépendant des contributions au juste n'a pas de valeur morale. L'éthique minimale refuse donc, dans La panique morale, que le bien puisse avoir une valeur morale.
La théorie morale ogiennienne s'inscrit dans un cadre libéral, mais Ogien refuse de la caractériser comme telle sans autres qualifications, étant donné que de nombreux libéraux sont en désaccord avec lui (sur la valeur morale de la vie bonne par exemple). Un aspect de ce désaccord est notamment l'utilisation du harm principle comme principe moral. La plupart des libéraux endossant le harm principle l'endossent en effet comme principe politique dit Ogien. Le considérer aussi comme un principe moral distingue donc encore un peu plus l'éthique minimale des autres positions libérales.

## L’éthique aujourd'hui
Un ouvrage paru en 2007, L'éthique aujourd'hui. Maximalistes et minimalistes, développe de façon plus systématique cette éthique minimale. Ogien présente cette fois-ci son éthique comme opposée à une tendance "maximaliste". Il y aurait en morale 2 traditions : une "minimaliste", qui restreint le champ de l'éthique, et une "maximaliste", qui l'étend de façon plus importante. Ogien cherche à défendre la pertinence d'une éthique minimale.
Il s'oppose aux maximalistes, qui créent selon lui des crimes moraux sans victime. Selon Ogien, ses adversaires condamnent des actions où il n'est pas évident qu'il y ait une victime réelle. Blasphème, sexe entre adultes consentants, masturbation : à chaque fois, on peut se demander "où est la victime ?". Selon l'auteur, il n'y a pas là de personne physique ayant subi des dommages directs contre son gré - et donc pas de victime authentique.
Ce rejet des crimes sans victime s'accompagne d'un rejet global de la valeur morale du rapport à soi-même. L'éthique minimale affirme que ce qu'on se fait à soi-même est dénué de valeur morale : ce n'est jamais ni "moral" ni "immoral". Ogien se pose en adversaire de 2 traditions : celle qui pense des "devoirs envers soi-même", et l'éthique des vertus. Selon lui, elles procèdent toutes les deux d'une erreur sur la portée de l'éthique.
Dans ce livre, Ogien retravaille à nouveau les principes de son éthique. Toujours au nombre de trois, ils sont alors :
- La considération égale de chacun, (considération égale de la voix et des revendications de chacun dans la mesure où elles possèdent une valeur impersonnelle).
- L'indifférence morale du rapport à soi-même ;
- La non nuisance à autrui ;

Un numéro spécial de la Revue de Théologie et de Philosophie a été consacré à l'éthique minimale.

## Développements postérieurs
Ce que Ruwen Ogien appelle « éthique minimale » est une éthique qui exclut les devoirs moraux envers soi-même ainsi que les devoirs positifs paternalistes à l’égard des autres. Elle tend à se réduire au seul principe de ne pas nuire aux autres.
En conformité avec cette conception générale de l'éthique, il soutient la liberté de faire ce qu’on veut de sa propre vie du moment qu’on ne nuit pas autres, ce qui implique la décriminalisation de la consommation de stupéfiants, de toutes les formes de relations sexuelles entre adultes consentants, et de l’aide active à mourir pour ceux qui en font la demande.
Ruwen Ogien essaie de mettre en relation l'éthique minimale avec les travaux sur le développement moral des enfants et la variabilité des systèmes moraux dans un livre paru en septembre 2011: L'influence de l'odeur des croissants chauds sur la bonté humaine et autres questions de philosophie morale expérimentale.